# Zorhan Bassong
Zorhan Ludovic Bassong (Toronto, 7 maggio 1999) è un calciatore canadese con cittadinanza belga, difensore dello Sporting K.C. e della nazionale canadese

## Carriera

### Club
Nato da padre camerunense e madre belga originaria della Vallonia, cresce nei settori giovanili dell'Anderlecht e del Lilla e gioca le sue prime partite nella quarta serie francese con la squadra riserve del Lille, il Lille II. Il 29 gennaio 2019 viene ingaggiato dal Cercle Bruges con cui rimane fino alla fine della stagione 2019-2020, senza aver mai disputato un minuto di gioco.
Il 1º dicembre 2020 viene acquistato dal Montréal Impact. Con il club canadese gioca per due stagioni collezionando totalmente 43 presenze tra tutte le competizioni. Terminata la stagione 2022, viene annunciato dal club che il calciatore non avrebbe fatto ritorno nella stagione seguente, rimanendo così svincolato.
Il 12 gennaio 2023, il terzino canadese si accasa al club rumeno Argeș Pitești. Al termine della stagione, il terzino canadese ha totalizzato dieci presenze con il club rumeno.
Scaduto il prestito, il calciatore canadese rimane in Romania trasferendosi al Farul Costanza, club campione in carica di Romania.

#### Ritorno negli Stati Uniti
Il 12 dicembre 2023 viene ingaggiato dallo Sporting K.C. con un contratto annuale con opzione per altri due. Ha esordito con il club statunitense il 25 febbraio 2024 nella prima giornata di campionato contro lo Houston Dynamo subentrando a Tim Leibold nell'ultimo quarto d'ora di gioco.

### Nazionale
Nel 2020 viene convocato dal Canada con cui disputa due partite amichevoli contro l'Islanda e le Barbados.

## Statistiche

### Presenze e reti nei club
Statistiche aggiornate al 18 settembre 2024.
| Stagione           | Squadra            | Campionato         | Campionato | Campionato | Coppe nazionali | Coppe nazionali | Coppe nazionali | Coppe continentali | Coppe continentali | Coppe continentali | Altre coppe | Altre coppe | Altre coppe | Totale | Totale |
| Stagione           | Squadra            | Comp               | Pres       | Reti       | Comp            | Pres            | Reti            | Comp               | Pres               | Reti               | Comp        | Pres        | Reti        | Pres   | Reti   |
| ------------------ | ------------------ | ------------------ | ---------- | ---------- | --------------- | --------------- | --------------- | ------------------ | ------------------ | ------------------ | ----------- | ----------- | ----------- | ------ | ------ |
| gen.-mag. 2019     | Cercle Bruges      | PL                 | 0          | 0          |                 | -               | -               |                    | -                  | -                  |             | -           | -           | 0      | 0      |
| 2019-2020          | Cercle Bruges      | PL                 | 0          | 0          |                 | -               | -               |                    | -                  | -                  |             | -           | -           | 0      | 0      |
| 2021               | CF Montréal        | MLS                | 26         | 0          | CC              | 3               | 0               |                    | -                  | -                  |             | -           | -           | 29     | 0      |
| 2022               | CF Montréal        | MLS                | 10         | 0          | CC              | 2               | 0               | CCL                | 2                  | 0                  |             | -           | -           | 14     | 0      |
| Totale CF Montréal | Totale CF Montréal | Totale CF Montréal | 36         | 0          |                 | 5               | 0               |                    | 2                  | 0                  |             | -           | -           | 43     | 0      |
| gen.-giu. 2023     | Argeș Pitești      | LI                 | 10         | 0          | CR              | -               | -               |                    | -                  | -                  |             | -           | -           | 10     | 0      |
| lug. 2023          | Farul Costanza     | LI                 | 2          | 0          | CR              | -               | -               |                    | -                  | -                  |             | -           | -           | 2      | 0      |
| 2024               | Sporting K.C.      | MLS                | 18         | 0          | USOC            | 2               | 0               |                    | -                  | -                  | LC          | 1           | 0           | 21     | 0      |
| Totale carriera    | Totale carriera    | Totale carriera    | 66         | 0          |                 | 6               | 0               |                    | 2                  | 0                  |             | 1           | 0           | 76     | 0      |

### Cronologia presenze e reti in nazionale
| Cronologia completa delle presenze e delle reti in nazionale ― Canada | Cronologia completa delle presenze e delle reti in nazionale ― Canada | Cronologia completa delle presenze e delle reti in nazionale ― Canada | Cronologia completa delle presenze e delle reti in nazionale ― Canada | Cronologia completa delle presenze e delle reti in nazionale ― Canada | Cronologia completa delle presenze e delle reti in nazionale ― Canada | Cronologia completa delle presenze e delle reti in nazionale ― Canada | Cronologia completa delle presenze e delle reti in nazionale ― Canada |
| Data                                                                  | Città                                                                 | In casa                                                               | Risultato                                                             | Ospiti                                                                | Competizione                                                          | Reti                                                                  | Note                                                                  |
| --------------------------------------------------------------------- | --------------------------------------------------------------------- | --------------------------------------------------------------------- | --------------------------------------------------------------------- | --------------------------------------------------------------------- | --------------------------------------------------------------------- | --------------------------------------------------------------------- | --------------------------------------------------------------------- |
| 11-1-2020                                                             | Irvine                                                                | Barbados                                                              | 1 – 4                                                                 | Canada                                                                | Amichevole                                                            | -                                                                     |                                                                       |
| 15-1-2020                                                             | Irvine                                                                | Canada                                                                | 0 – 1                                                                 | Islanda                                                               | Amichevole                                                            | -                                                                     | 46’                                                                   |
| 7-6-2025                                                              | Toronto                                                               | Canada                                                                | 4 – 2                                                                 | Ucraina                                                               | Amichevole                                                            | -                                                                     | 85’                                                                   |
| 17-6-2025                                                             | Vancouver                                                             | Canada                                                                | 6 – 0                                                                 | Honduras                                                              | Gold Cup 2025 - 1º turno                                              | -                                                                     | 63’                                                                   |
| 21-6-2025                                                             | Houston                                                               | Curaçao                                                               | 1 – 1                                                                 | Canada                                                                | Gold Cup 2025 - 1° turno                                              | -                                                                     |                                                                       |
| Totale                                                                |                                                                       | Presenze                                                              | 5                                                                     |                                                                       | Reti                                                                  | 0                                                                     |                                                                       |

## Palmarès

### Club

#### Competizioni nazionali
- Canadian Championship: 1

CF Montréal: 2021